# ناگل‌فار

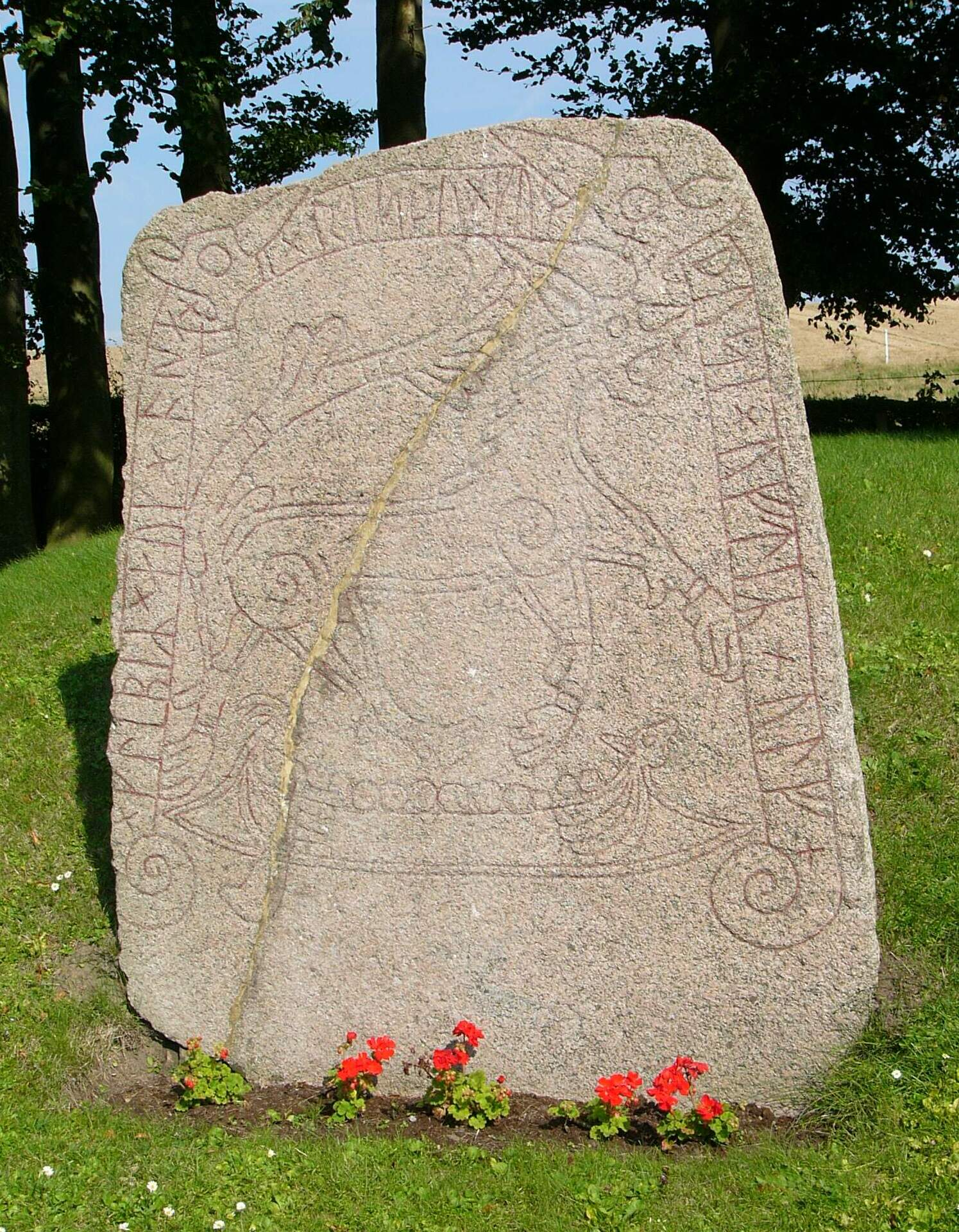
ناگل‌فار بر روی سنگ رونی در اسکونه، سوئد.

ناگل‌فار در اساطیر اسکاندیناوی کشتی شیطانی بود که به طور کامل از ناخن انگشتان دست و پای مردگان ساخته شده بود. در راگناروک، ناگل‌فار که بر روی خشکی قرار دارد به سبب موج‌های پدید آمده از سوی یورمونگاند به حرکت در می‌آید و بر اقیانوس متلاطم خواهد افتاد و به فرماندهی هیمیر تعداد زیادی از ژیان‌ها را به ویگرید، نبرد فرجامین رهسپار خواهد کرد. به گفته اسنوری استورلوسون، ناگل‌فار بزرگترین کشتی سرزمین موسپل‌هایم به شمار می‌رود.